# سایوز ۳۶
سایوز-۳۶ (به روسی: Союз 36)(به معنای اتحاد ۳۶) یازدهمین مأموریت سرنشین دار سازمان فضایی شوروی به مقصد ایستگاه فضایی سالیوت۶ و نهمین اتصال موفقیت‌آمیز به آن بود. این مأموریت حامل نخستین فضانوردان بازدیدکننده از خدمه سایوز۳۵ و یکی از مأموریت های اینترکسموس شوروی به حساب می آمد که با پرتاب آن یک فضانورد محارستانی هم به فضا سفر کرد.فضانوردان سایوز۳۶ پس از انجام آزمایش های برنامه ریزی شده با فضاپیمای سایوز۳۵ به زمین بازگشتند.

## خدمه مأموریت
| شماره | نام            | ملیت               | تعداد پرواز | نقش عملیاتی | تصویر |
| ۱     | والری کوباسوف  | اتحاد جماهیر شوروی | ۳           | فرمانده     |       |
| ۲     | برتالان فارکاش | مجارستان           | ۱           | محقق فضایی  |       |